# Élections législatives de 1956 dans la Côte-d'Or
Les élections législatives françaises de 1956 se tiennent le 2 janvier. Ce sont les dernières élections législatives de la Quatrième république, après les élections de novembre 1946 et de juin 1951.

## Mode de scrutin
L'Assemblée nationale est composée de 626 sièges pourvus au scrutin proportionnel plurinominal suivant la règle de la plus forte moyenne dans le cadre départemental, sans panachage.
Le vote préférentiel est admis, en inscrivant un numéro d'ordre en face du nom d'un, de plusieurs ou de tous les candidats de la liste. Mais l'ordre ne pourra être modifié que si au moins la moitié des suffrages portés sur la liste est numéroté. Dans les faits les modifications ne dépasseront jamais les 7%.
La loi électorale du 7 mai 1951, dite loi des apparentements, reste en vigueur. Elle permet à la base une répartition des sièges à la représentation proportionnelle dans le département, mais si des listes « apparentées » avant le déroulement du scrutin obtiennent ensemble une majorité absolue de suffrages exprimés, elles reçoivent directement tous les sièges à pourvoir.
Dans le département de la Côte-d'Or, cinq députés sont à élire.

## Élus
| Député sortant  | Parti | Parti | Député élu ou réélu | Parti | Parti |
| --------------- | ----- | ----- | ------------------- | ----- | ----- |
| Pierre Meunier  |       | PCF   | Pierre Meunier      |       | PCF   |
| Jean Bouhey     |       | SFIO  | Jean Bouhey         |       | SFIO  |
| Félix Kir       |       | CNIP  | Félix Kir           |       | CNIP  |
| Albert Lalle    |       | CNIP  | Albert Lalle        |       | CNIP  |
| Pierre Billotte |       | ARS   | Marcel Roclore      |       | CNIP  |

## Résultats

### Résultats à l'échelle du département
- Un apparentement de type Front Républicain est concrétisé entre les listes SFIO et Rad-soc.
- Un autre est conclu en soutien à la majorité sortante, entre les listes CNIP et ARS.
- Un dernier regroupe les trois listes poujadistes.

| Parti Tête de liste | Parti Tête de liste                                                                 | Parti Tête de liste                                                                 | Tour unique | Tour unique | Sièges |  |
| Parti Tête de liste | Parti Tête de liste                                                                 | Parti Tête de liste                                                                 | Voix        | %           | Sièges |  |
| ------------------- | ----------------------------------------------------------------------------------- | ----------------------------------------------------------------------------------- | ----------- | ----------- | ------ |  |
|                     |                                                                                     | Centre national des indépendants et paysans Félix Kir                               | 63 383      | 37,32       | 3      |  |
|                     | Action républicaine et sociale Pierre Billotte                                      | 12 526                                                                              | 7,38        | -           |        |  |
| Liste apparentées   | Liste apparentées                                                                   | 75 909                                                                              | 44,70       | 3           |        |  |
|                     |                                                                                     | Section française de l'Internationale ouvrière Jean Bouhey                          | 29 149      | 17,16       | 1      |  |
|                     | Parti radical Pierre Pernet                                                         | 10 908                                                                              | 6,42        | -           |        |  |
| Liste apparentées   | Liste apparentées                                                                   | 40 057                                                                              | 23,59       | 1           |        |  |
|                     | Parti communiste français Pierre Meunier                                            | Parti communiste français Pierre Meunier                                            | 31 353      | 18,46       | 1      |  |
|                     |                                                                                     | Union et fraternité française Roland Bailly                                         | 11 367      | 6,69        | -      |  |
|                     | Défense des intérêts agricoles et viticoles Roger Jacquelin                         | 5 797                                                                               | 3,41        | -           |        |  |
|                     | Action civique de défense des consommateurs et des intérêts familiaux Roger Belney  | 2 298                                                                               | 1,35        | -           |        |  |
| Liste apparentées   | Liste apparentées                                                                   | 19 462                                                                              | 11,46       | -           |        |  |
|                     | Rassemblement des groupes républicains et indépendants français Marie Deshayes-Déal | Rassemblement des groupes républicains et indépendants français Marie Deshayes-Déal | 7           | 0,00        | -      |  |
|                     |                                                                                     |                                                                                     |             |             |        |  |
| Inscrits            | Inscrits                                                                            | Inscrits                                                                            | 215 637     | 100,00      | 5      |  |
| Votants             | Votants                                                                             | Votants                                                                             | 173 669     | 80,54       |        |  |
| Exprimés            | Exprimés                                                                            | Exprimés                                                                            | 169 836     | 97,79       |        |  |